# Nécropole grecque

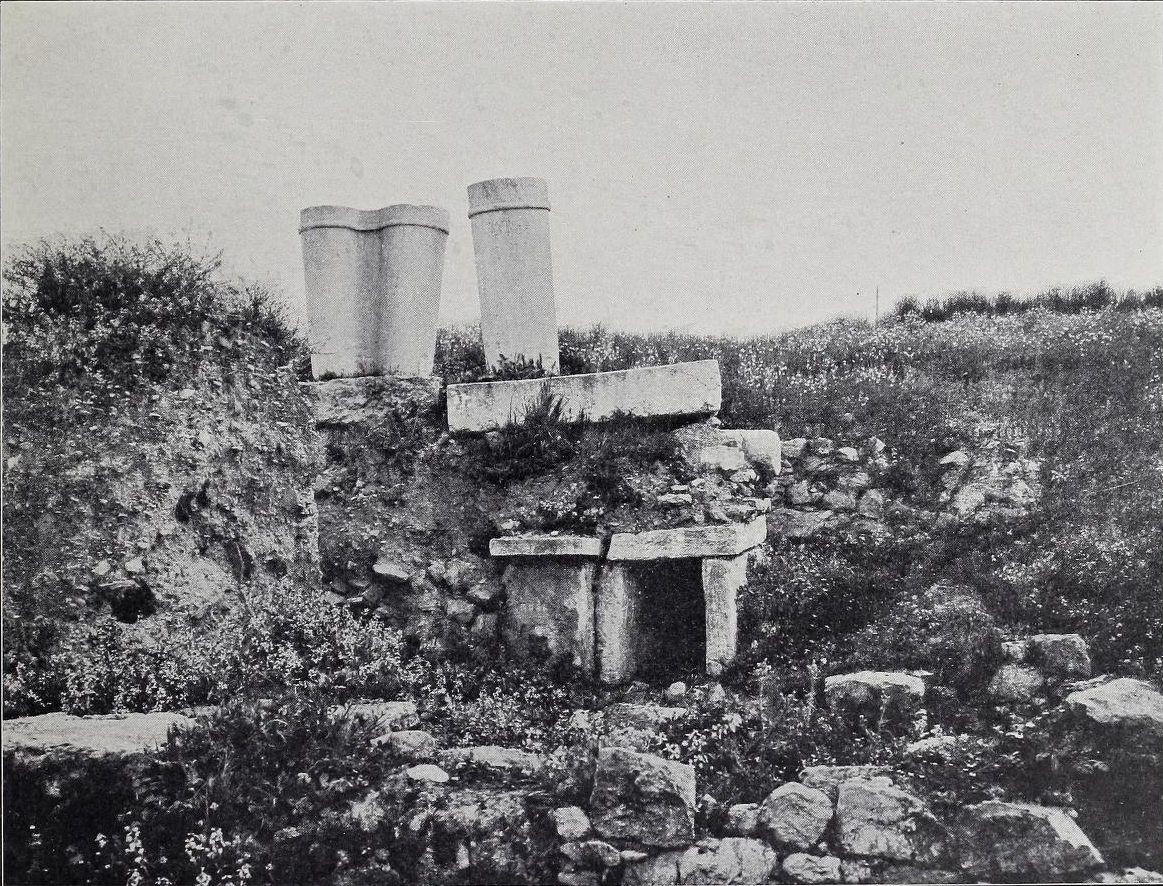
La tombe d'Isodoros et Philon au cimetière du Céramique à Athènes.

L’origine du mot nécropole est bien connue, il est construit à partir des deux termes grecs nekro et polis, il signifie littéralement « cité des morts ». Le terme "necropolis" aurait été cité pour la première fois dans Géographie de Strabon pour parler de la "ville des morts" de la cité d'Alexandrie en Égypte.
De façon générale, il s'agit d'un groupe de sépultures, monumental ou non, rassemblées comme les maisons et les édifices constituant une cité. Le terme est principalement utilisé pour désigner des groupes de tombes datant de la Préhistoire ou de l’Antiquité. Cependant, le terme peut aussi s'appliquer pour les sépultures datant des époques ultérieures.

## Caractéristiques
Dans le monde grec antique, la nécropole prend de multiples formes et ne peut se réduire à un modèle unique. Une nécropole ne correspond pas forcément à un ensemble funéraire organisé car ce terme grec désigne par convention des structures funéraires diverses. De manière générale, il s'agissait plutôt d'un espace ouvert à tous les passants, dans la nature. Durant l'Antiquité, une nécropole était conçue pour être remarquée dans un but commémoratif pour le défunt. Cependant, une nécropole pouvait être constituée de plusieurs tombes isolées, et non pas forcément d'un ensemble de tombes, comme c'est le cas en Attique ou en Asie Mineure. Ainsi, malgré son étymologie désignant "cité des morts", le terme "nécropole", a une définition bien plus ambiguë.

## Localisation des nécropoles

### Localisation par rapport aux habitations
De manière générale, les nécropoles grecques sont hors les murs de la cité. Les tombes se concentrent au-delà des portes, près de carrefours routiers et le long des diverses routes qui partaient vers la chôra.

### Localisation des nécropoles dans le monde grec antique
- Cimetière du Céramique (Athènes)
- Nécropole de Rhénée (Délos)
- Nécropole de Derveni (Macédoine)

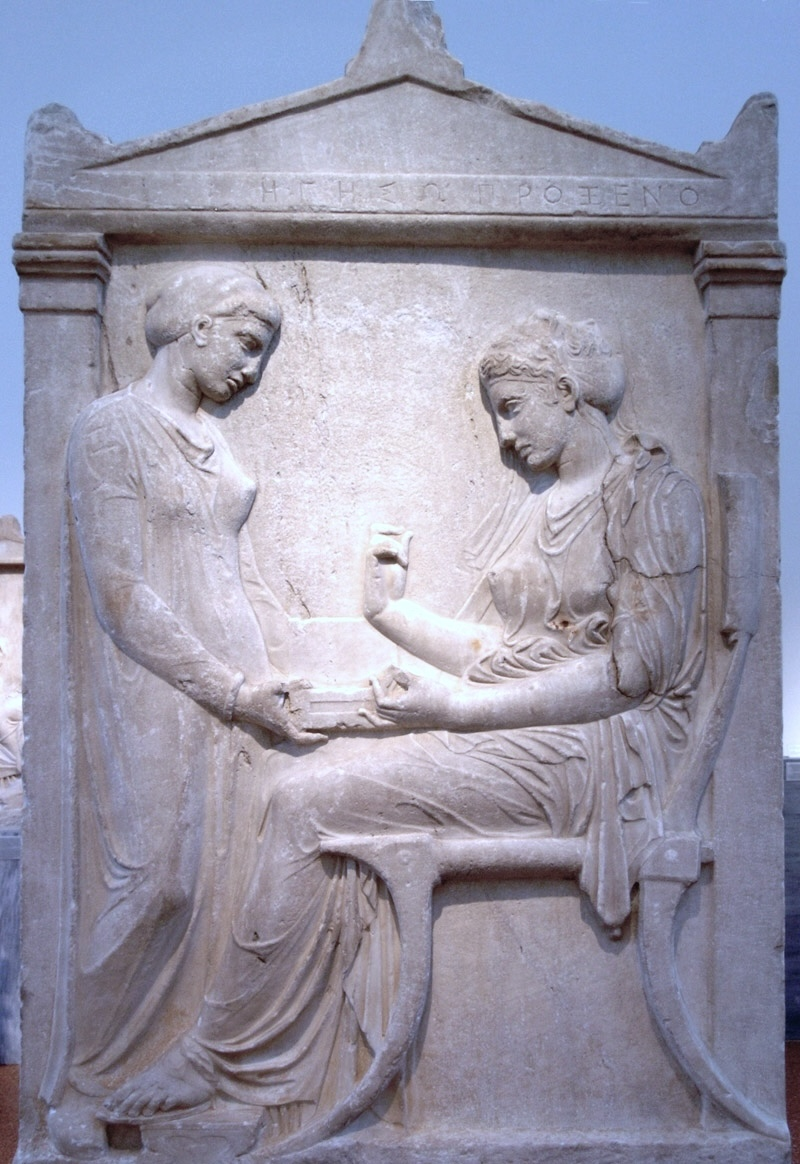
Stèle d'Hègèsô, au cimetière du Céramique, à Athènes, vers 410-400 av. J.-C..

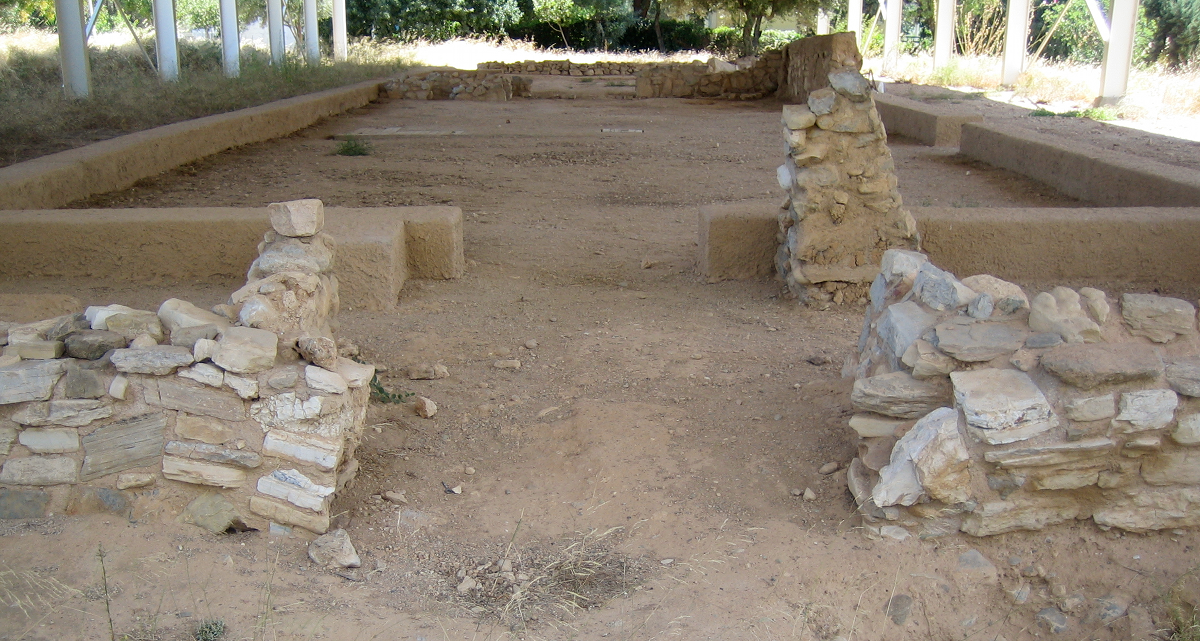
Sépulture royale dans la nécropole de Lefkandi, vers 950 av. J.-C., probablement un ancien hérôon.

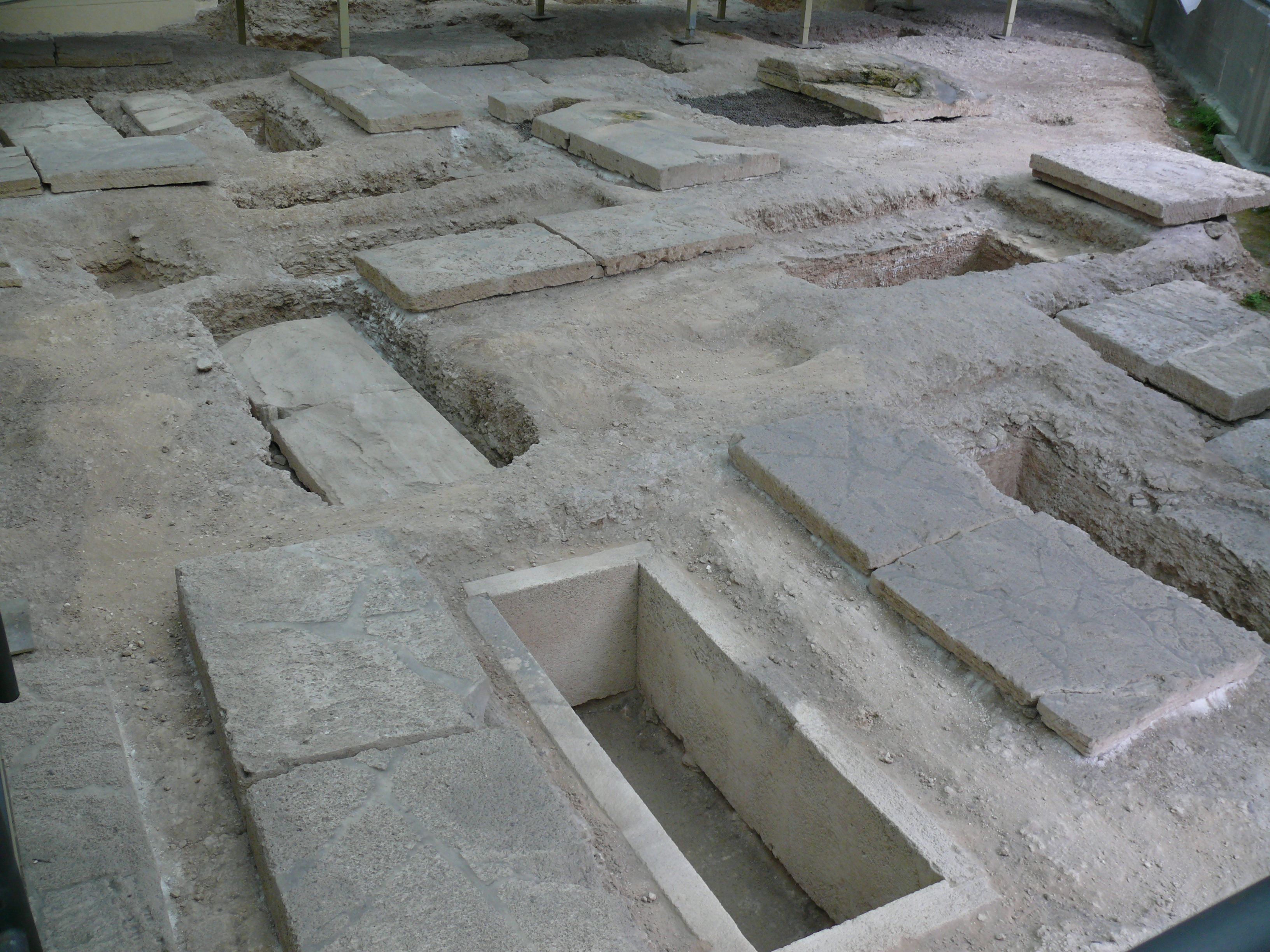
Vue sur l'une des nécropoles de la cité de Tarente, en Italie.

- Nécropole d'Ágios Athanásios (Macédoine)
- Nécropole de Spáthes (Piérie)
- Nécropole de Lefkandi (ancienne Érétrie)

## Monumentalisation
La richesse d'une nécropole est significative du niveau de vie du défunt et de sa famille au moment de sa mort, ainsi que de l'ensemble de la communauté. La richesse se matérialise par l'apparence plus ou moins travaillée du monument funéraire, mais aussi par le contenu de la tombe. L'étude du mobilier des tombes permets aujourd'hui d'identifier des regroupements familiaux. Les nécropoles grecques sont encombrées de multiples objets et édifices, dont les marqueurs de tombes (naiskoi, stèles, vases, etc.) qui signalent la présence des tombes sous terre et permettaient de gérer la nécropole. Dans certains cas, on peut parler d'une véritable monumentalisation des nécropoles tant les édifices sont nombreux. Pour exemple, certaines grandes familles influentes à l'époque antique ont créé des sortes de mini nécropoles afin d'étaler la puissance et la continuité de leur famille, comme sur l'Île de Rhénée vers la fin du IIe/début du Ier siècle. Cependant, l’idée de monumentalisation est devenue rapidement secondaire et le terme de "nécropole" désigne simplement aujourd’hui tout grand ensemble de sépultures antiques

### Sources antiques
- Strabon, Géographie, Paris, Les Belles Lettres, 1969, 12 vol.

### Articles scientifiques
- Cl. Bérard, « Récupérer la mort du prince : héroïsation et formation de la cité », dans G. Gnoli et J.-P. Vernant, La mort, les morts dans les sociétés anciennes, Paris/Cambridge, 1982, p. 89-105
- R.M. Bérard, « De la relégation à la nécropole : appréhender et qualifier les espaces funéraires dans le monde grec antique », dans A. Bourrouilh, P.-E. Paris et H. Nairusz Haidar, Appréhension et qualification des espaces au sein du site archéologique, Paris, 2016 (ISBN 9791035100094, lire en ligne)
- (en) F. Bièvre-Perrin, « About the funerary landscapes of Magna Graecia. An archaeological approach », Atti e Memorie della Società Magna Grecia, vol. V S., I,‎ 2016, p. 123-137
- J. de la Genière, « Les sociétés antiques à travers leurs nécropoles », Mélanges de l'Ecole française de Rome. Antiquité, vol. 102-1,‎ 1990, p. 83-91 (lire en ligne)
- N. Richer, « Aspect des funérailles à Sparte », Cahiers du Centre Gustave Glotz, no 5,‎ 1994, p. 51-96 (lire en ligne)